# Мейджър Лейзър
„Мейджър Лейзър“ (на английски: Major Lazer) е американска музикална група, която прави електронна музика.
Състои се от музикалния продуцент Дипло, Джилионер и Уолши Файър. Групата е създадена от Дипло и Switch, но Switch я напуска през 2011. Музиката обхваща няколко жанра, смесвайки реге с денсхол, регетон, хаус и муумбатон.
1. ↑  www.discogs.com